# Куманин, Михаил Фёдорович
Михаил Фёдорович Куманин (1895—1965) — генерал-лейтенант береговой службы, заместитель командующего Черноморским флотом.

## Биография
В 1914 году окончил Константиновское артиллерийское училище, участник Первой мировой войны, подпоручик.
Член РСДРП(б) с 1917 года. В 1918—1920 годах командир батареи, артиллерийского дивизиона, начальник артиллерии бригады. С 1920 по 1923 год командир 143-й стрелковой бригады. В 1923—1924 годах командир 144-го, 50-го стрелковых полков. В 1924 году помощник командира 24-я стрелковая дивизия|24-й стрелковой дивизии. В 1924—1926 годах командир 18-го стрелкового полка, врид командира 55-й стрелковой дивизии.
В 1926—1928 годах военный советник в Китае. В 1928 году награждён орденом Красного Знамени. С 1928 по 1932 год военрук Коммунистического университета трудящихся Востока. В 1932—1934 годах помощник командира 74-й стрелковой дивизии Северо-Кавказского военного округа. 1934—1938 годах комендант Совгаванского укрепрайона Тихоокеанского флота.
В мае 1938 года репрессирован и уволен из рядов РККФ по ст. 44 «в». Освобождён в августе 1939 года.
В 1939—1940 годах начальник штаба Северо-Западного УР. В 1940 году начальник штаба Одесской военно-морской базы. 4 июня 1940 года присвоено звание генерал-майора береговой службы. В 1941 году командующий Батумской ВМБ. В 1941—1943 году командующий Потийской ВМБ. В 1943—1944 году заместитель командующего Черноморским флотом. В 1943—1947 годах начальник тыла Черноморского флота. 18 апреля 1943 года присвоено звание генерал-лейтенанта береговой службы.
Зам начальника тыла ВМС (05.1947-05.1953), генерал-лейтенант (05.05.1952). Зам начальника тыла МО СССР (05.1953-06.1957). В распоряжении начальника тыла МО СССР (06-08.1957), в составе научно-исследовательской группы №1 при ГШ ВМФ (08.1957-06.1960).
С июня 1960 - в отставке.
Умер в 1965 году. Похоронен на Новодевичьем кладбище.

## Награды
- Орден Ленина;

Могила Куманина на Новодевичьем кладбище Москвы.

- Орден Красного Знамени (20.02.1928, 1943[5], 1944)[6];
- Орден Красной Звезды (18.08.1936);
- Орден Отечественной войны 1 степени;
- медали[7].